# هارون ناغل
هارون ناغل (بالإنجليزية: Aaron Nagel)‏ هو رسام أمريكي، ولد في 1980 في كاليفورنيا في الولايات المتحدة.

## وصلات خارجية
- هارون ناغل على موقع ميوزك برينز (الإنجليزية)
- هارون ناغل على موقع أول ميوزيك (الإنجليزية)
- هارون ناغل على موقع أول ميوزيك (الإنجليزية)
- هارون ناغل على موقع ديسكوغز (الإنجليزية)